# ローレンス・ハーグレイヴ

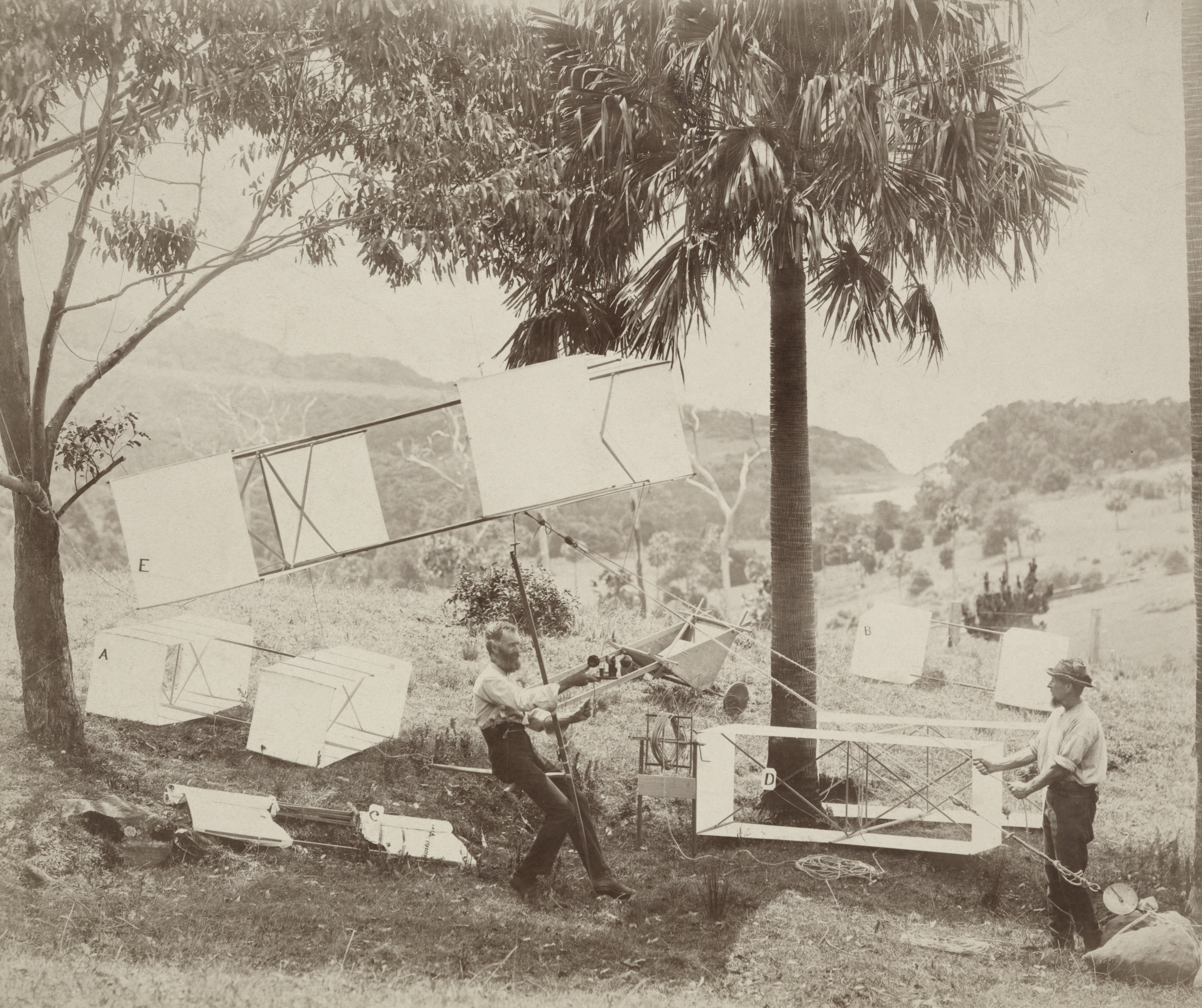
人揚げ凧の席に着いたハーグレイヴ（左）。1894年11月、スタンウェル・パークにて。

ローレンス・ハーグレイヴ（Lawrence Hargrave 、1850年1月29日 - 1915年7月6日）はオーストラリアの発明家。航空工学のパイオニアの一人で、有人動力飛行には成功しなかったが、彼が1880 - 90年代に研究・開発した箱凧（box kite）や航空機用ロータリーエンジンは後の重航空機に影響を与えた。

## 前半生
ハーグレイヴはイングランドのグリニッジでジョン・フレッチャー・ハーグレイヴ（後にニュー・サウス・ウェールズ州の司法長官となった人物）の次男として生まれた。そしてウェストモーランド（Westmorland ）のカークビー・ロンズデール（Kirkby Lonsdale ）にある王立のグラマー・スクールで教育を受けた。彼は1865年11月5日にラ・オーグ号（La Hogue）でシドニーに到着し、家族でオーストラリアに移住した。彼は職を見つけてから、エルメール号（Ellemere ）でオーストラリアを周航した。イギリスでの学校時代に数学の才能を見せていたとは言え、彼は大学入試に失敗し、1867年に技師見習いとしてシドニーのオーストラリア蒸気船会社（the Australasian Steam Navigation Company ）に雇われた。後に彼は、この経験が試作機の組み立てに極めて役立つことに気付いた。
1872年、技師として、彼はニューギニアへと航海した。しかしマリア号は難破し、1875年に彼は再び技師としてウィリアム・ジョン・マクレイ（William John Macleay ）のパプア湾探検に出帆している。1875年10月から1876年1月まで、彼はオクタヴィアス・ストーン（Octavius Stone ）の指揮下でポートモレスビーの奥地を探検した。そして、1876年4月にはルイジ・ダルベルティス（Luigi D'Albertis ）の遠征に加わりフライ川を400マイル以上も遡った。1877年、シドニーに戻るとニュー・サウス・ウェールズ王立協会（Royal Society of New South Wales ）に加入し、1878年にはシドニー天文台（Sydney Observatory ）で助手となった。彼は約5年間この職にあり、一応の技能を身に付けたのち1883年に辞職して、残りの人生を研究に捧げることにした。

## 発明家として
ハーグレイヴは若い頃から種々雑多な実験に興味を持っていた。殊に、飛行機械には関心が強かった。1885年に父が死んで遺産を相続した時、彼はフルタイムで研究に専念するため天文台を辞め、しばらくの間は鳥の飛行に特別の注意を払った。彼はスタンウェル・パーク（Stanwell Park ）で自分の飛行機械とともに実験三昧の暮らしをすることに決めた。この場所は地形・風に関して極めて実験に向いており、今日のオーストラリアではハンググライダーとパラグライダーの名所となっている。
驚くほど生産的な経歴において、ハーグレイヴは数多くの装置を発明している。しかし、彼はただ一つも特許を申請していない。彼は金銭を必要としておらず、そしてまた科学上のコミュニケーションを更なる進歩への鍵だと情熱的に信じていたからである。
彼は多くのモデルを作り、実験を行なった。そして結果を"Royal Society of New South Wales"誌に連続して発表した。1885年の"Journal and Proceedings"に載った二編の論文は、彼が成功への初期段階にあったことを示している。1893年および95年の論文では、飛行機械用のエンジンおよび分割式の凧に関する実験が報告されている。ハーグレイヴが1880年代に製作した模型飛行機はゴムや圧縮空気を動力にしており、成功裏に飛行した。1890年頃のモデルには数機のオーニソプターも含まれている。
1889年に彼はロータリーエンジンを開発したが、あまり注目されず、1908年に再発見された。この形式のエンジンは、初期の航空機には（1920年頃までは）頻繁に使われた。ハーグレイヴ自身は、当時の低い加工精度や重量の問題により、このエンジンを使って自力離陸が可能な飛行機械を作ることはできなかった。
1894年11月12日、スタンウェル・パーク海岸にて、ハーグレイヴは四つの箱凧（box kite ）を使って自分自身を16フィート浮上させることに成功している。このことは広く報道され、箱凧の名は安定した飛行器具として確立された。ハーグレイヴの箱凧を応用したものとして、ガブリエル・ヴォアザン機、アルベルト・サントス・デュモンの14bisが挙げられる。また箱凧はオクターヴ・シャヌートを通じてライト兄弟にも影響を与えた。
ハーグレイヴの業績は、他の多くのパイオニアたちと同様、存命中には評価されなかった。彼が作った数々のモデル機はニュー・サウス・ウェールズ州の知事に、州への贈り物として提供の申し出がなされたが、正式に拒絶されている。その後ハーグレイヴのモデル機は、経緯は不明だがドイツ人のある教授によってミュンヘン博物館（Munich museum ）に受け入れられた。ハーグレイヴはまた水中翼船、ジャイロスコープの原理を応用した「一輪自動車」（one-wheel car ）、そして「波動推進船」（wave propelled vessels ）の実験もしている。
ハーグレイヴは虫垂炎の手術の後、腹膜炎を起こして1915年7月6日に死亡した。彼は太平洋を臨むウェイヴァリー墓地（Waverley Cemetery ）に埋葬された。

## 叙勲・記念等
1966年から1994年に発行されたオーストラリアの20ドル紙幣の裏面には、ローレンス・ハーグレイヴと、彼が設計した数々のグライダーが描かれている。スタンウェル・パーク海岸を臨むバルド・ヒル（Bald Hill ）には、彼の記念碑が立っている。1994年11月、スタンウェル・パークでは、凧による有人浮上の百年記念祭と再現が行なわれた。シドニー大学の"The Lawrence Hargrave Professor of Aeronautical Engineering"と、モナシュ大学の「ハーグレイヴ＝アンドリュー工学図書館」は、彼を称えて名づけられた。

## 参考資料
- Hudson Shaw, W. and Ruhen, O. (1977) Lawrence Hargrave: Explorer, Inventor and Aviation Experimenter Sydney : Cassell Australia. ISBN 0726937088
- Serle, Percival (1949). "Hargrave, Lawrence". Dictionary of Australian Biography, Sydney: Angus and Robertson.
- Amirah Inglis, 'Hargrave, Lawrence (1850 - 1915)', Australian Dictionary of Biography, Volume 9, MUP, 1983, pp 196-198.
- Michael Adams: "Wind Beneath his Wings: Lawrence Hargrave at Stanwell Park", Cultural Exchange International Pty. Ltd (2005), ISBN No: 0-9758187-0-8
- 根本智『パイオニア飛行機ものがたり』オーム社、1996年、ISBN 4-274-02314-1
- C・H・ギブズ＝スミス『ライト兄弟と初期の飛行』東京図書、1979年
- チャールズ・シンガー他『技術の歴史 9 - 鋼鉄の時代（上）』筑摩書房、1975年